# Bill Edwards (basket-ball)
Bill Edwards, né le 22 août 1971 à Middleton (Ohio, États-Unis), est un joueur américain de basket-ball. Pendant sa carrière, il évolue au poste d'ailier (2,03m).

## Biographie
Entre 1989 et 1993, Bill Edwards intègre la NCAA à la Wright State University (Dayton, Ohio) où il joue 114 matches pour des moyennes de 20,2 points, 8 rebonds et 1,7 passe .

## Carrière

### Universitaire
- 1989-1993 :  Wright State (NCAA)

### Clubs
- 1993-1994 :  Sixers de Philadelphie (NBA)
- 1993-1994 :  Skyforce de Sioux Falls (NBA)
- 1994-1995 :  Birex Arredi Verona (Lega A)
- 1995-1996 :  Cagiva Group Varese (Lega A)
- 1996-1997 :  AEK Athènes (ESAKE)
- 1997-1998 :  Calze Pompea Rome (Lega A)
- 1998-1999 :  Kinder Bologne (Lega A)
- 1999-2000 :  PAOK Salonique (ESAKE)
- 2000-2001 :  ASVEL Villeurbanne (Pro A)
- 2001-2002 :  PAOK Salonique (ESAKE)
- 2002-2003 :  CB Girona (Liga ACB)
- 2003-2004 :  Hapoël Jérusalem (1er division)

## Palmarès
- 1998 : 3e au championnat du monde avec les États-Unis
- 2001 : vainqueur de la coupe de France avec l'ASVEL

## Distinctions personnelles
- Meilleur étranger du championnat de France (1) : 2001 (Référendum Maxi-Basket)